# Климщина
Климщина — деревня в Смоленской области России, в Починковском районе. Расположена в центральной части области в 18 км к юго-востоку от Починка на реке Глуботынь возле её впадения в Хмару. Население — 183 жителя (2023 год). Административный центр Климщинского сельского поселения. Есть фельдшерско-акушерский пункт. 

## Достопримечательности
- Курганная группа (38 курганов) на левом берегу реки Хмара.